# 曹克强
曹克强（1921年10月—1999年），山西太原人，中华人民共和国政治人物、外交官。

## 生平

### 民国时期
1938年起，担任山西沁县牺牲救国同盟会协助员，次年加入中国共产党，后担任沁县牺牲救国同盟会组织部长，沁水县、洪洞县政科科长、洪洞县代理县长，曲沃县副县长。中共晋冀鲁豫中央局政研室研究员。1948年，任中共中央华北局政研室研究员，华北局财经委员会重工业组组长。

### 共和国时期
中华人民共和国成立后，任华北人民政府财经委员会工业处处长。1954年，任天津市人民政府外事处处长。1956年，任中国驻朝鲜大使馆参赞。1960年，任外交部第二亚洲司副司长。1969年，任外交部亚洲司副司长。1972年，任外交部西亚北非司司长。1974年8月，出任中华人民共和国驻叙利亚大使。1979年10月，出任中华人民共和国驻瑞典大使。1983年2月，出任中华人民共和国驻法国大使。1986年，离任回国，担任中国国际友谊促进会顾问。